# Grosley-sur-Risle
Grosley-sur-Risle ist eine französische Gemeinde mit 525 Einwohnern (Stand: 1. Januar 2022) im Département Eure in der Region Normandie (vor 2016 Haute-Normandie). Sie gehört zum Arrondissement Bernay und zum Kanton Brionne. Die Einwohner werden Grosleyens genannt.

## Geographie
Grosley-sur-Risle liegt etwa 27 Kilometer westnordwestlich von Évreux an der Risle. Umgeben wird Grosley-sur-Risle von den Nachbargemeinden Beaumont-le-Roger im Westen und Norden, Barc im Norden und Nordosten, Le Plessis-Sainte-Opportune im Nordosten und Osten, Barquet im Osten, Romilly-la-Puthenaye im Südosten, La Houssaye im Süden sowie Le Noyer-en-Ouche im Südwesten.

## Bevölkerungsentwicklung
| Jahr                       | 1962 | 1968 | 1975 | 1982 | 1990 | 1999 | 2006 | 2019 |
| Einwohner                  | 366  | 417  | 524  | 502  | 507  | 493  | 550  | 527  |
| Quellen: Cassini und INSEE |      |      |      |      |      |      |      |      |

## Sehenswürdigkeiten
- Kirche Saint-Léger aus dem 11. Jahrhundert mit Umbauten aus dem 15.–17. Jahrhundert, Monument historique seit 1954
- Burg Le Pin
- Burg in Le Vieux-Château aus dem 14./15. Jahrhundert

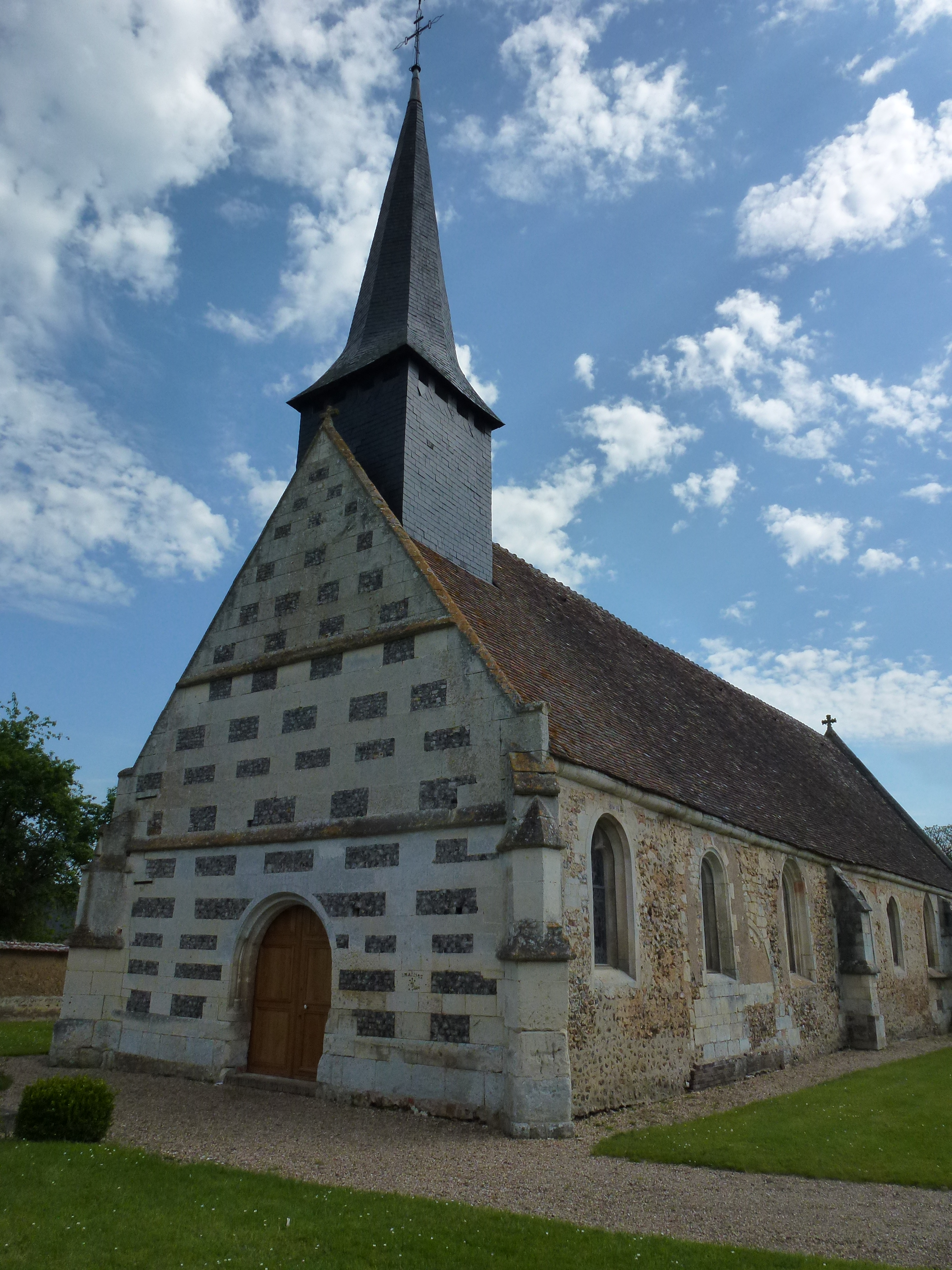
Kirche Saint-Léger

- Gutshof aus dem 18. Jahrhundert